# Thornton (New Hampshire)
Pour les articles homonymes, voir Thornton.
Thornton est une municipalité américaine située dans le comté de Grafton au New Hampshire. Selon le recensement de 2010, sa population est de 2 490 habitants.

## Géographie
La municipalité s'étend sur 50,79 milles carrés (131,55 km2), dont 0,61 milles carrés (1,58 km2) d'étendues d'eau.

## Histoire
La localité est fondée en 1763 et nommée en l'honneur du docteur Matthew Thornton, signataire de la déclaration d'indépendance et homme politique local.